# CID-42
CID-42 (ook bekend als CXOC J100043.1+020637) is een quasar van een sterrenstelsel op ongeveer 3,9 miljard lichtjaar afstand in het sterrenbeeld Sextant. Er wordt aangenomen dat het een superzwaar zwart gat in zijn centrum heeft.

## Beschrijving
CID-42 is vermoedelijk het resultaat van een botsing tussen twee kleinere sterrenstelsels. Het heeft een opvallend spoor van sterren dat zich vele lichtjaren uitstrekt.

## Zwart gat
De ontdekking van een potentieel zwart gat werd gedaan na het combineren door de gegevens en beelden genomen door verschillende telescopen waaronder NASA's Chandra X-ray Observatory, de ruimtetelescoop Hubble, de Canada-France-Hawaii Telescope en van de op de grond gevestigde Magellan-telescopen in Chili. Toen de twee sterrenstelsels op elkaar botsten, botsten de zwarte gaten in hun centra op elkaar en vormden één enkel superzwaar zwart gat. Het zwarte gat kaatste vervolgens terug van de zwaartekrachtsgolven die door de fusie werden geproduceerd en wordt met enkele miljoenen kilometers per uur (~2000 km s-1) uit het sterrenstelsel gestoten.
Eenmaal uitgeworpen zal het naar verwachting 10 miljoen tot 10 miljard jaar schijnen als een verplaatste quasar, totdat het geen brandstof meer over heeft en niet meer herkenbaar is als quasar.